# Myxidium cochleatum
Myxidium cochleatum is een microscopische parasiet uit de familie Myxidiidae. Myxidium cochleatum werd in 1991 beschreven door Yurakhno. 